# آتش بدون دود
آتش، بدون دود، رمان بلندی است اثر نادر ابراهیمی که در هفت جلد منتشر شده و نویسنده در آن پس از اشاره به زیبایی‌های ترکمن‌صحرا در سه جلد اول، در چهار جلد بعد به شیوه‌ای داستانی-تاریخی به بیان مبارزات انقلابی معاصر پرداخته است.

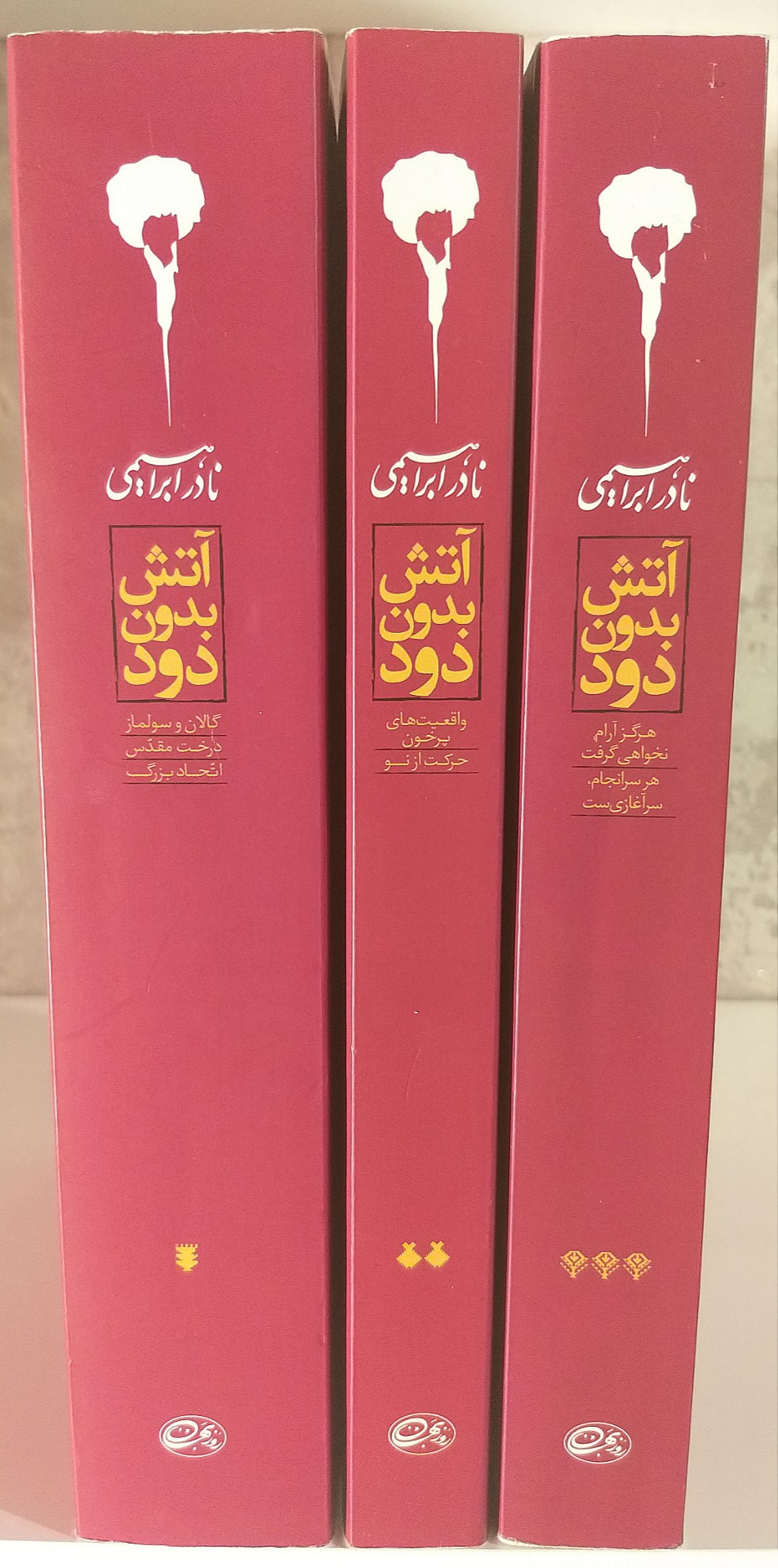
هفت‌کتابِ رمان «آتش بدون دود» در سه مجلّد، نوشتهٔ نادر ابراهیمی، انتشارات روزبهان

فکر اصلی این داستان بلند را که به گالان و سولماز مربوط می‌شود، سال‌ها پیش از این، روزی، دکتر خدر فروهر به نادر ابراهیمی داده است؛ نرّادی قهّار، که به هنگام تاس ریختن، از اجدادش سخن گفته است، و دربارهٔ شخصیتی نزدیک به «گالان» برای نادر ابراهیمی گفته است، و آن داستان، سخت به دل نادر ابراهیمی می‌نشیند و برنخاست تا آتش، بدون دود، شد - جلد اول. در سپاسنامه و یادداشت‌های رمان، نادر ابراهیمی می‌گوید: هرجا که هست، گرامی باد خاطرهٔ «دکتر خدر فروهر ترکمن»، هرچند که تخته نرد را بیشتر از طبابت دوست داشت.
قهرمان رمان در جلد اول گالان اوجا نام دارد که یک قهرمان اسطوره‌ای ترکمن به‌شمار می‌رود. در جلد دوم نویسنده با گذاری کوتاه بر اتفاقات صحرا شرایط را برای معرفی یگانه قهرمانان داستان؛ دکتر آلنی آق‌اویلر و همسر وفادارش دکتر مارال آق‌اویلر فراهم می‌کند. آلنی نوه گالان اوجاست و یک شخصیت واقعی به‌شمار می‌رود. او یک انقلابی تحصیل‌کرده است که برای اعتلای نام وطن و رهایی آن از ظلم از هیچ کوششی فرو گذار نمی‌کند. موضوع اصلی بقیه رمان زندگی و فعالیت‌های سیاسی این زوج است.
نادر ابراهیمی برای ساخته و پرداخته کردن آتش بدون دود بیش از سی سال - یعنی نیمی از عمرش- را صرف کرده است. سریالی نیز با همین نام و توسط خود نادر ابراهیمی ساخته شده است.

## جلد اول: گالان و سولماز
دو قبیله بزرگ صحرای ترکمن، یموت و گوکلان نام دارند. گالان اوجا پسر یازی اوجا بزرگ روستای ایری بوغوز (اگری بوغاز) یگانه پهلوان صحراست و خاک آفتاب‌سوخته این صحرا تاکنون پهلوانی چون او به خود ندیده است.
سولماز اوچی هم یگانه دختر زیباروی صحراست و خاک برهنه این صحرا خوبرویی چون او را به یاد ندارد. گالان از قبیله یموت است و سولماز از قبیله گوکلان. روزی دوستی، برادری یا هر نان پاک خوردهٔ دیگری از خوبی‌های سولماز برای گالان می‌گوید و آن‌گاه بزرگ‌ترین عشق صحرا شکل می‌گیرد. پس از آن گالان اوجا سولماز را در هنگام آوردن آب از چشمه می‌بیند و سولمار در گفتگوی با گالان اوجا به او قول می‌دهد که اگر بتواند او را چادرشان بردارد همسر او می‌شود. یموت و گوکلان به سبب جنگ‌های خونین -که اکنون هم گالان و برادران سولماز سردمداران چنین جنگی هستند- قسم خورده‌اند که نه یموت از گوکلان دختر بستاند نه گوکلان از یموت. گالان اما عاشق است و رسم نمایشی صحرا - ربودن دختر از خانه پدرش- را به شیوه‌ای واقعی و مرگ طلبانه برپا می‌کند. شب‌هنگام که سولماز به همراه پدر و برادران شیردلش در چادر شام می‌خورند گالان با اسبش وارد چادر می‌شود، سولماز را در بر می‌گیرد و به حالتی قهرمانانه به یموت بازمی‌گردد. پدر سولماز (بیوک اوچی کدخدای گمیشان) در اوج خشم آینده را نیک و روشن می‌بیند: شاید سولماز باعث وحدت صحرا شود…
دو برادر گالان در حادثه‌ای که گذشت به دست گوکلان‌ها کشته می‌شوند و گالان تا زنده است نفرت از گوکلان‌ها را فراموش نمی‌کند؛ و یادمان نرود که سولماز عاشق حقیقی گالان است و او نیز در نفرتی عمیق با همسرش شریک می‌شود.
داستان با درگیری بین یموت‌ها بر سر انتخاب «آق اویلر» (کدخدا) دنبال می‌شود و گالان برخلاف انتظارات به این مقام نمی‌رسد. در تصمیمی تاریخی یاشولی حسن (ملّای قبیله) و چندی دیگر از بزرگان قبیله با گالان اوجا همراه می‌شود و آن‌ها شبانه به همراه جمع بزرگی از مردم قبیله مکان فعلی را ترک کرده و در کنار درخت مقدس صحرا اُبهٔ اینچه‌برون را شکل می‌دهند. (اُبه محلی است که ترکمن‌ها چادرهای خود را برپا نموده و در کنار هم زندگی می‌کنند)
زندگی گالان با به دنیا آمدن دو پسرش آق‌اویلر و آقشام‌گلن ادامه می‌یابد. ناگهان در روزی از روزهای نامیمون صحرا، گالان که شتابان از نبرد خونین دیگری برگشته است و در کنار چاه اینچه‌برون آب می‌خورد به دست یِت‌میش برادر بزرگ سولماز کشته می‌شود.
سولماز پس از ریخته شدن خون گالان، به همراه پسرش آق‌اویلر راهی صحرای گوکلان می‌شود، یت‌میش را می‌کشد و خود از پای در می‌آید.

## جلد دوم: درخت مقدس
چند سالی از ماجرای گالان و سولماز می‌گذرد. افسانه‌ای به افسانه‌های صحرا افزوده شده است و زندگی ادامه دارد. آق اویلر فرزند ارشد گالان که در اثر حضور در هنگام مرگ پدر قدرت تکلمش را موقتاً از دست داده بود، مراحل یادگیری تکلم را همچون کودکان از سر گرفته است و حالا که در میان‌سالی به سر می‌برد از دختر بویان‌میش (دوست نزدیک و مشاور اصلی گالان اوجا) یعنی مَلّان‌بانو سه پسر و یک دختر دارد و خود در مقام کدخدایی اینچه‌برون قرار دارد. سه پسر به ترتیب پالاز، آلنی و آت میش نام دارند و نام تک دختر آق‌اویلر ساچلی است. دیگر فرزند گالان یعنی آقشام‌گلن که فردی صلح‌طلب است، خود را به سوی دیگر صحرا رسانده و در نزد گوکلان‌ها محبوبیت یافته است. آق‌اویلر در جوانی راه پدر را در جنگ با گوکلان‌ها در پیش گرفت اما گذر روزگار او را از ادامه جنگ منصرف کرد. پس مرد شجاع قبیله یموت در چادر سفید خود باقی ماند و سعی کرد اینچه‌برون را هرچه بهتر رهبری کند.
در اینچه برون درخت بزرگی بود که سالیان سال زائران را از سراسر صحرا به اینچه برون می‌کشاند. روزگار می‌گذشت که ناگهان درد و بیماری و مرض اینچه‌برون را فرا گرفت. بچه‌ها به دوسالگی نرسیده می‌مردند. مردم به سراغ کدخدایشان رفتند اما از دستان آق‌اویلر کاری برای نجات جان مردم برنمی‌آمد. اوضاع وخیم و وخیم تر می‌شد و تنها جایی که مردم برای دعا و چاره سازی پیدا می‌کردند درخت مقدس بود. دخیل می‌بستند و دعا می‌کردند. مرض اما بود که بود؛ و ناگهان آق اویلر روزی تصمیم بزرگی گرفت. آلنی را گفت از صحرا صدا زدند. وقتی که آمد رو به او کرد و گفت: «همین حالا، وسایلت را جمع می‌کنی و به شهر می‌روی و تا یک طبیب خوب و حاذق نشده‌ای بازنمی‌گردی. می‌خواهم روزی آمدت را ببینم که یک گاری پر از دارو با خود آورده باشی و مردم ده را شفا دهی.»
مردم اینچه‌برون تصمیم آق‌اویلر را نپسندیدند چرا که زندگی و در کنار غیر ترکمن‌ها برخلاف سنت‌های آنان بود و حرف‌های آق‌اویلر در نظرشان کفرآمیز و بی‌احترامی نسبت به درخت مقدس تعبیر می‌شد. بدین ترتیب پس از رفتن آلنی ناچار آق‌اویلر بزرگ با درد و رنج فراوان چادر سفید کدخدایی را رها کرد و سعی کرد گوشش را به روی توهین و تهدید مردم ببندد. آلنی همه جا تهدید به مرگ می‌شد. بدین ترتیب وقایعی رخ داد که یاد روزهای جنگ و تفنگ کشی گالان اوجا را زنده کرد. آت‌میش، برادر کوچک آلنی خود یک گالان اوجا بود و در تیراندازی و اسب‌دوانی نظیر نداشت. پس تفنگ به دست گرفت و مخالفان آلنی و پدرش را نشانه رفت.
سردسته مخالفان متحجر اینچه برون یاشولی آیدین (پسر یاشولی حسن) بود که ملای ده محسوب می‌شد. او پیاپی برای حفظ جایگاه خودش و تداوم نذورات بی‌شمار مردم در پای درخت مقدس، برای آق‌اویلر و پسرش آلنی کارشکنی می‌کرد و توطئه می‌چید. آن‌ها قصد داشتند به محض بازگشت آلنی از شهر او را بشکند. سال‌ها گذشت و آلنی از شهر برای پدر و مادر و همچنین برای مارال - دختری که آلنی با او عهد عشق و زندگی بسته بود- نامه می‌فرستاد. در پایان آرپاچی داماد آق‌اویلر، پدرش را که از طرف مردم اینچه‌برون به کدخدایی انتخاب شده بود به‌خاطر حمایت از آق‌اویلر به ضرب گلوله کُشت.

## جلد سوم: اتحاد بزرگ
در جلد سوم آتش بدون دود تحت عنوان اتحاد بزرگ و با موضوع آشتی بین گوکلان و یموت می‌باشد.
در این جلد آلنی اوجای حکیم وارد اینچه برون می‌شود. هر چند این ورود آسان نیست و بدون خونریزی میسر نمی‌شود. کتاب مقابله طب و علم و آلنی را با اعتقادات خرافی مردم به درخت مقدس نشان می‌دهد. آلنی سعی می‌کند مردم را درمان کند و مردم از نفرین و ملای ده می‌ترسند. آلنی جز برادرش ات میش، خواهرش ساچلی، شوهرخواهرش آپارچی، مادرش ملان، نامزدش مارال و دوستش یاماق همراهی ندارد و همه ایل ضد او هستند. او سعی می‌کند طبابت را در یموت رواج دهد و بین گوکلان و یموت آشتی برقرار کند.
آپارچی به خاطر قولی که به دوستش داده پدرش را می‌کشه و بعد که کمی اشک می‌ریزه همسرش می‌گه اگه جرات کشتن داشتی جرات تحمل هم داشته باش.
کشته شدن آت میش اما قسمت ناراحت‌کننده داستان است.

## جلد چهارم: واقعیت‌های پرخون
به لحاظ زمانی حدوداً در سال ۱۳۲۰ هستیم.
ملای جدید به اینچه برون می‌آید: قلیچ بلغای. آلنی در اولین دیدارش با این ملا، دریافت که او یک ملای ساده نیست و مثل خود آلنی در بحث کردن نظیر ندارد؛ آلنی که در تمام عمرش ندیده بود که کسی در صحبت کردن و جواب دادن به پای خودش برسد، از ملا استقبال کرد و او را شب به چادر مادرش دعوت کرد و ساعت‌ها با او صحبت کرد و او را آزمود و مطمئن شد که ملا مردی است دانا و فهمیده و دوستی ناب آلنی و ملا قلیچ از این ججا آغاز شد. آهٔنی و ملا دو قطب مخالف یک آهن‌ربا: آلنی یک ماده گرا و ملا هم یک مذهبی تمام عیار است.
یاشا که حالا دستیار آلنی بود، به خاطر بلاهایی که یاشولی آیدین بر سرشان آورده بود، کینه‌ای از ملاها به دل داشت که هرگز از ملا قلیچ خوشش نیامد.
کم‌کم آلنی دریافت که زنان ترکمن حاضر نیستند که دردهایشان را به آلنی که یک مرد است بگویند. آلنی برای رفع این مشکل شروع کرد و الفبای طبابت را به مارال بانو آموخت تا او هم به دردهای زنان صحرا برسد. مارال همه فوت و فن‌های طبابت نیمه علفی آلنی را (این صفتی بود که به شیوه کار آلنی داده بودند) آموخت و ۴ ماه بعد با تصدیق نامه رسمی، قابله مجاز شد. مارال هم پا به پای آلنی رشد می‌کرد…
رضا شاه که شنیده بود قاجاریان در اصل ترکمن بوده‌اند، از ترکمن‌ها کینه داشت و گفته بود که ترکمن‌ها حق ندارند در مجامع عمومی و هر کجا که یک غیر ترکمن وجود دارد، به زبان خود صحبت کنند، حق ندارند مراسم و آداب و رسوم خود را اجرا کنند، حق ندارند کلاه خاص خود را سر کنند اما حالا رضا شاه سقوط کرد و محمد رضا شاه به سلطنت رسید.
علی محمدی، دوست آلنی، که یک چاپخانه مخفی داشت و کارهای سیاسی می‌کرد، به دیدن آلنی و مارال آمد. علی معتقد بود که حالا که آلنی شروع به انجام مبارزات سیاسی کرده باید تحصیلاتش را ادامه دهد. او می‌گفت که آلنی باید فراتر از یک حکیم نیمه علفی باشد تا زمانی که بخواهد بی پرده وارد عرصه سیاست شود، جایگاهی داشته باشد و حکومت نتواند بگوید که او یک مرد بیکاره ولگرد است و او را به راحتی از میان بردارد. علی به آن دو گفت که دانشگاه تهران، پزشکان مجاز و حکیمان بومی را دعوت کرده که در آنجا دوره‌های آکادمیک گذرانده و مدرک دریافت کنند.
آلنی و مارال چند وقت بعد، به همراه یلماز، پسر از پا افتاده آنا مراد به تهران آمدند. یلماز پسری بود که از هر دو پا معلول بود و آلنی تصمیم داشت که هر زمان که علمش قد داد، پای او را معالجه کند.
قبل از رفتن مارال و آلنی به تهران، ملان با فریاد بر سر مارال به او گفت که حق ندارد آیناز را به تهران ببرد و او را وارد بازی‌های سیاسی خود کند. آلنی و مارال هم اطاعت کردند و آیناز کوچک نزد ملان در صحرا ماند.

## جلد ششم: تو هرگز از حرکت باز نخواهی ایستاد
آلنی-مارال سخت مشغول درس خواندن در دانشگاه بودند و با سرعت زیادی در عرصه سیاست هم وارد می‌شدند. هر دو در رشته‌های تحصیلی خود، رتبه‌های اول را در دانشگاه داشتند. از بعد از سخنرانی آلنی آوازه این زن و شوهر در همه جا پیچیده بود.
در سال ۱۳۲۶ محمد مسعود، مرد صاحب بی پرواترین قلم در آن زمان، نوشت: «پول پالتوی پوست اشرف، همشیره شاه، را چه کسی داده است ؟» فردای آن روز محمد مسعود کشته شد. به دنبال این نوشته، دانشجویان تظاهرات آرامی شکل دادند. در این میان آمان جان آبایی قرار یک حرکت مؤثر را در یک مجلس عروسی در صحرا گذاشته بود کاملاً محرمانه. آلنی در لابلای دانشجویان معترض بود که به هنگام نجات یکی از دانشجویان دستگیر و به شهربانی منتقل شد توسط سرهنگ صیرفی آزاد شد و برای نجات آمان جان ابایی به طرف ساری حرکت کرد و نامه حلالیت برای مارال نوشت. در جاده ساری-گرگان راهش را بستند. توسط سرگردی از آنجا گریخت و به سمت صحرا حرکت کرد. اما متأسفانه دیر رسید و آمان جان ابایی در حمله ای که به عروسی شد کشته شد. ترانه مرا ببوس به ترانه عاشقان آزادی در سراسر ایران تبدیل شد.

## جلد هفتم: هر سرانجام سرآغازی‌است
آلنی به بهانه سردردهای همیشگی و سنگ‌کلیه‌های دائمش از تهران خارج شد و به دورافتاده‌ترین نقاط کشور رفت و به دردهای مردم رسیدگی کرد و مهم‌تر از آن سعی داشت به مردم نشان دهد که حکومت چه ظلمی به آن‌ها روا می‌دارد. در این سفرها، آلنی به دوستان قدیمی‌اش که دیگر بیشتر آن‌ها محکومین غیابی به اعدام بودند هم سر زد. بعد از سال‌ها با آن‌ها دیدار کرد. به این شکل آلنی برای مدتی از چشم‌های مأمورین حکومتی دور ماند.
اما دیگر گرد پیری و خستگی از آن همه سال تلاش و فعالیت و یک لحظه آرام و قرار نداشتن کم‌کم بر صورت آلنی می‌نشست…
در مدتی که آلنی از نظارت ساواک خارج شد، سرهنگ مولوی بارها و بارها مارال را فراخواند تا شاید بتواند از آلنی خبری به دست آورد، اما به نتیجه‌ای نرسید.
سرانجام آلنی را در حوالی خراسان پیدا کرده و به تهران فرستادند.
آلنی طی چند عمل جراحی ماهرانه، در کمال نا باوری همه پزشکان، پاهای یلماز را به او برگرداند: یلماز دیگر می‌توانست راه برود. همین یلماز یک مبارز سر سخت شد و زمانی که ساواکیان می‌خواستند او را بکشند، پیش از مرگش، چند نفر از آن‌ها را کشت…
ملا قلیچ بلغای هم در یک حرکت عظیم حکومت کشته شد و زخمی بر قلب آلنی بر جای گذاشت…
آلنی و مارال به دلیل سیاست‌های خاصی که در تربیت کردن فرزندان انقلابی خود داشتند، فرزندانشان را شاید انگشت شمار می‌دیدند. در یکی از دیدارهایی که با آیناز (تنها دخترشان) داشتند، آیناز درخواست مقداری اسلحه از پدرش کرد، آلنی هم قول تأمین آن‌ها را به او داد.
چند ماه بعد، شبی که آلنی به همراه تعدادی از افرادش برای گرفتن اسلحه و تحویل دادن آن‌ها به یاران آیناز رفته بودند، در جریان‌هایی که در آن شب پیش‌آمد آلنی دستگیر شد و به سرعت به اعدام محکوم شد. مارال را هم به زودی محکوم به حبس ابد کردند.
آلنی حالا بیش از ۵۰ سال سن داشت و کم‌کم سرعت و زیرکی جوانی را از دست می‌داد و در عوض هر روز بیشتر و بیشتر در عرفان غرق می‌شد و کم‌کم روح و بدنش به وحدت می‌رسیدند.
روز اعدام آلنی معلوم شد. محمد رضا شاه پهلوی، شخص اول حکومت، که همیشه شیفته شخصیت، شرافت، محبوبیت و انسانیت آلنی بود، بالاخره فرصتی به دست آورد تا او را ببیند. آلنی شب قبل از اعدام به کاخ شاه فرستاده شد و در این ملاقات بود که آلنی که احتمالاتی هم داده بود، مطمئن شد که فردی که او را از مرگ نجات داده بود، در حقیقت محمد رضا شاه بوده.
پس از این ملاقات، آلنی را سوار یک زندان متحرک کردند تا به زندان برسانند و فردا صبح اعدامش کنند، اما پیش از رسیدن آلنی به زندان، ۴ گروهی که برای آزاد کردن آلنی برنامه‌ریزی کرده بودند، او را فراری دادند، همیشه باید در مأمورین و سربازانی که برای آلنی انتخاب می‌شد احتیاط بیشتر می‌شد…
تیمساری که حکم اعدام آلنی را صادر کرده بود همان شب کشته شد.
داستان فرار مارال بانو هرگز مشخص نشد، آنچه مشخص است این است که ۱ روز بی بی بمانی به اسم مادر مارال وارد زندان شد نیم ساعت بعد از پایان ساعت ملاقات، صدای فریادهای بی بی از سلول مارال شنیده می‌شد که چرا من پیر زن رو این‌جا آوردید!
آیناز و شوهرش در جریان انتقام گرفتن از ساواکیانی که پدر و مادرش را محکوم و آزار و اذیت کرده بودند، هر دو کشته شدند.
مارال آخرین فرزندش رابه دنیا آورد: گزل.
آرتا فرزند دیگر آلنی-مارال هم در همین جریانات سیاسی اعدام شد.
زندگی مارال و آلنی به شکل پنهانی سال‌های گذشت. البته در طی این سال‌ها آلنی به سراسر دنیا سفر و سخنرانی کرد، مارال هم با برنامه‌ریزی‌هایی که شده بود طبابت کرد (جزئیات حذف می‌شوند) ولی دست حکومت و ساواکیان به آن‌ها نمی‌رسید.
سرانجام روزی که آلنی برای پایان دادن به یک داستان قدیمی ۳۰ ساله رفته بود، او را تعقیب و در خانه‌ای که او زندگی می‌کرد دستگیرش کردند و این بار در همان خانه اعدامش کردند.
آلنی در وصیت نامه‌ای که برای مارال نوشته بود از او خواسته بود که دست از مبارزه برندارد. مارال هم اطاعت کرد. در طی ۲۰ روز پس از مرگ آلنی، موهای مارال سفید شدند…
مارال هم در یکی از مأموریت‌هایی که در کنار تایماز (پسرش) انجام می‌دادند کشته شد و این‌گونه داستان آلنی-مارال و داستان خاندان آق اویلرها پایان گرفت.
اما طبق قانون لحظه‌های بزرگ آلنی، هیچ لحظه بزرگی از زندگی تمام نمی‌شود، هرگز هیچ‌یک از لحظات زندگی آلنی-مارال پایان نمی‌یابد.